# Le Perthus
Le Perthus település Franciaországban, Pyrénées-Orientales megyében. Lakosainak száma 565 fő (2022. január 1.). Le Perthus La Jonquera, L’Albère, Maureillas-las-Illas és Les Cluses községekkel határos.

## Népesség
A település népességének változása:
| Lakosok száma | 583  | 586  | 590  | 574  | 561  | 549  | 551  | 560  | 565  |
|               | 2013 | 2015 | 2016 | 2017 | 2018 | 2019 | 2020 | 2021 | 2022 |